# Invisible IRC Project/Proxy
IIP (Invisible IRC Project) — представленный на CodeCon 2002 проект псевдо-анонимного IRC-сервера, используемого для перенаправления соединений с IRC-клиентов таким образом, чтобы центральный IRC-сервер не мог установить реальную личность пользователей чата.
Анонимность достигалась за счет того, что центральный IRC-сервер не чувствовал разницы между подключениями через прокси и осуществляемыми из других стран.
IIP был использован для подключения нескольких активных IRC-каналов с оживленными дискуссиями на различные темы. Особой популярность сервис пользовался в среде пользователей Freenet, которые использовали IIP как дополнение для общения в реальном времени.
В мае 2004 года компания-разработчик InvisibleNet заявила о выходе из строя аппаратного обеспечения центрального IRC-сервера с последующим падением всей системы IIP.
В настоящее время для целей, поставленных IIP используются более совершенные пиринговые сети, например I2P.